# Hongrie centrale
La Hongrie centrale (en hongrois Közép-Magyarország) est une des sept régions économico-statistiques définies par la nomenclature d'unités territoriales statistiques et regroupant le comitat (département administratif hongrois) de Pest et la ville de Budapest. Ce périmètre correspond également à la super-région statistique de même nom.